# Hyperaspidius flavocephalus
Hyperaspidius flavocephalus är en skalbaggsart som beskrevs av Willis Blatchley 1924. Hyperaspidius flavocephalus ingår i släktet Hyperaspidius och familjen nyckelpigor. Inga underarter finns listade i Catalogue of Life.